# 임정빈 (권투 선수)
임정빈(1950년 5월 18일~)은 대한민국의 권투 선수로, 2000년 하계 올림픽에 참가했다.